# Lucía Casanueva
Lucía Casanueva (Santander, 1975) è una giornalista e imprenditrice spagnola.
È la fondatrice dell'agenzia PROA Comunicación di Madrid e sostiene le donne e la loro leadership nel mondo degli affari. Collabora regolarmente con diverse riviste e giornali.

## Biografia
La sua formazione accademica ha influenzato il suo sviluppo professionale. Si è laureata in giornalismo presso l'Università di Navarra e, successivamente, ha seguito diversi corsi post-laurea in economia e gestione aziendale presso varie università e scuole di business, tra cui l'IESE e la London School of Economics and Political Science (LSE).
Ha iniziato la sua carriera giornalistica presso i quotidiani Expansión e Actualidad Económica, dove ha avuto modo di conoscere gran parte del mondo economico spagnolo. Ha poi lavorato nel settore delle comunicazioni, in particolare nell'agenzia Llorente y Cuenca e in altre multinazionali come Kreab, Portocarrero ed Edelman.
Nel 2008 ha partecipato alla produzione del documentario RTVE Al Filo de lo Imposible, che l'ha portata a intraprendere un viaggio di diversi mesi con il team guidato da Sebastián Álvaro insieme a Edurne Pasaban. L'obiettivo era raggiungere la vetta del Manaslu, l'ottavo monte più alto del mondo con i suoi 8.156 metri. L'allenamento precedente al viaggio, le escursioni fino a 5.000 metri, l'ipossia, l'attraversamento dei fiumi e l'adattamento alla scarsità di ossigeno sono stati fondamentali per la sua successiva crescita umana e professionale.
Collabora anche con vari media come ABC, El Confidencial, Confilegal, El Diario Montañés, Forbes, El Debate, El Debate e El Economista. Le sue rubriche trattano diversi aspetti dell'attualità dal punto di vista della comunicazione e della leadership femminile. Si batte per un giornalismo con media ideologicamente ed economicamente indipendenti, che contrastino la manipolazione e la disinformazione.

### Alcuni dei suoi articoli (in spagnolo)
- La comunicazione della crisi e la credibilità della medicina d'urgenza.[12]
- Benedetto XVI: un inno alla coerenza.[13]
- Isabel II e l'impero della buona comunicazione.[14]
- Per un nuovo modello di leadership.
- Imprenditori come soluzione.
- La verità è sexy.[15]

## Donna d'affari
Al suo ritorno a Madrid, dopo aver superato tutte le sfide della spedizione per il documentario della TVE Al filo de lo imposible,  Casanueva si sentiva in grado di creare la propria azienda all'inizio della crisi causata dal crollo della Lehman Brothers.
Nel 2009 ha fondato la società PROA Comunicación, una consulenza strategica e un dipartimento di comunicazione in outsourcing. Ha scelto personale esperto e specializzato per ridurre al minimo il problema dell'elevato turnover di giovani laureati nel settore delle agenzie di comunicazione.
Nel 2015 si è associato all'avvocato Valvanuz Serna, un'importante tappa per l'espansione dell'agenzia e la creazione di alleanze con altre agenzie internazionali.
Ha partecipato a diversi forum per rivendicare il ruolo delle donne e la loro leadership. Secondo lei, le donne d'affari sono eccessivamente autocritiche e non sanno gestire bene le proprie emozioni, cosa che influirebbe sulla loro carriera, dato che ritiene che le donne abbiano un'elevata capacità lavorativa.
Lucía Casanueva è membro del consiglio di amministrazione della Woman Forward Foundation for Gender Equality, e fa parte dell'associazione internazionale Women Presidents' Organization, che promuove il ruolo delle donne come imprenditrici e leader.
Nel 2015 ha creato l'Osservatorio PROA come forum di dibattito su temi di impatto sociale, al quale partecipano personalità di spicco del mondo politico, economico e culturale. Da allora si sono susseguiti gli incontri con politici, militari, diplomatici, esperti di difesa, giudici e uomini d'affari.